# Axel Wagner (Jurist)
Axel Wagner (* 5. April 1965 in Mayen) ist ein deutscher Jurist. Er ist seit 24. Januar 2020 Präsident des Landessozialgerichts Mecklenburg-Vorpommern.

## Leben und Wirken
Wagner wurde 1997 zum Richter am Sozialgericht in Neubrandenburg ernannt. Gleichzeitig erfolgte die Abordnung an das Landessozialgericht Mecklenburg-Vorpommern, wo er 2006 als Vorsitzender Richter am Landessozialgericht tätig wurde. 2008/2009 war er an das Justizministerium in Mecklenburg-Vorpommern abgeordnet. 2012 erfolgte seine Ernennung zum Vizepräsidenten des Landessozialgerichts Mecklenburg-Vorpommern.